# Shefali Chowdhury

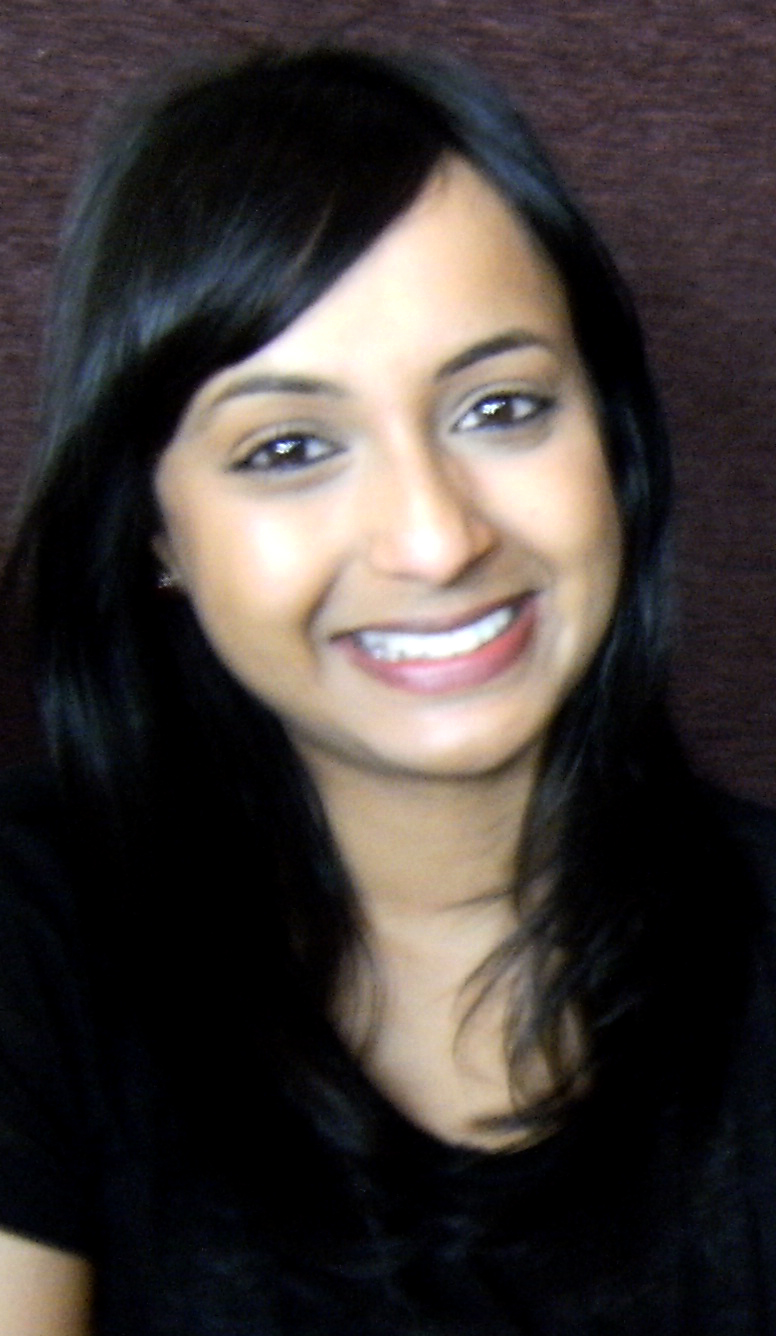
Shefali Chowdhury

Shefali Chowdhury (* 20. Juni 1988 in Denbigh, Wales) ist eine britische Schauspielerin.

## Leben
Shefali Chowdhury entstammt einer bengalischen Familie. Ihre Eltern immigrierten in den 1980er Jahren von Sylhet in Bangladesch nach Großbritannien. Sie zog im Alter von sechs Jahren nach Birmingham und wuchs dort auf. Während ihres letzten Jahres an der Waverley School in Birmingham erhielt sie eine Rolle in Harry Potter und der Feuerkelch. 
Nach den Dreharbeiten zu Harry Potter und der Feuerkelch blieb sie mit ihrer Film-Zwillingsschwester Afshan Azad in Kontakt und sie wurden gute Freundinnen.

## Werdegang
Sie absolvierte ihre A Levels in englischer Literatur, Soziologie, und Religious Studies am Solihull Sixth Form College und studierte danach Fotografie an der Birmingham City University.
Sie spielte Harry Potters Mitschülerin und Tanzpartnerin beim Weihnachtsball Parvati Patil im Film Harry Potter und der Feuerkelch. In den darauffolgenden Filmen Harry Potter und der Orden des Phönix und Harry Potter und der Halbblutprinz wiederholte sie ihre Rolle.
Im Jahr 2015 wurde Shefali Chowdhury für die Rolle der Frieda in I am the Doorway besetzt, der Verfilmung einer Kurzgeschichte von Stephen King. Außerdem spielte sie im Kurzfilm Heist: Jane die Hauptrolle der Jane. 2019 spielte sie im Kurzfilm Odilo Fabian or (The Possibility of Impossible Dreams) mit.

## Filmografie
- 2002: Kannathil Muthamittal
- 2005: Harry Potter und der Feuerkelch (Harry Potter and the Goblet of Fire)
- 2006: Preparing for the Yule Ball (Kurzdokumentation)
- 2007: Trailing Tonks (Kurzdokumentation)
- 2007: Harry Potter und der Feuerkelch (VS)
- 2007: Harry Potter und der Orden des Phönix (Harry Potter and the Order of the Phoenix)
- 2009: Harry Potter und der Halbblutprinz (Harry Potter and the Half-Blood Prince)
- 2015: I am the Doorway (Kurzfilm)
- 2015: Heist: Jane (Kurzfilm)
- 2019: Odilo Fabian or (The Possibility of Impossible Dreams) (Kurzfilm)